# The Crooked Billet
The Crooked Billet è un film del 1929 diretto da Adrian Brunel.

## Produzione
Il film fu prodotto da Michael Balcon per la Gainsborough Pictures.
Fu l'esordio sullo schermo dell'attore Danny Green.

## Distribuzione
Distribuito dalla Woolf & Freedman Film Service, il film uscì nelle sale cinematografiche britanniche in versione muta nel maggio 1929. Nel marzo 1930, venne nuovamente distribuito in versione sonora. Venne utilizzato anche il titolo alternativo International Spy.